# The Best Band You Never Heard in Your Life
The Best Band You Never Heard in Your Life je dvojalbum sestavené z koncertních nahrávek amerického zpěváka a kytaristy Franka Zappy, vydané v roce 1991. Album obsahuje i píseň od Led Zeppelin "Stairway to Heaven".

## Seznam skladeb
Pokud není uvedeno jinak, všechny skladby napsal Frank Zappa.

### Disk 1
1. "Heavy Duty Judy" – 6:04
2. "Ring of Fire" (Merle Kilgore, June Carter) – 2:00
3. "Cosmik Debris" – 4:32
4. "Find Her Finer" – 2:42
5. "Who Needs the Peace Corps?" – 2:40
6. "I Left My Heart in San Francisco" (George C. Cory, Jr., Douglas Cross) – 0:36
7. "Zomby Woof" – 5:41
8. "Boléro" (Maurice Ravel) – 5:19
9. "Zoot Allures" – 7:07
10. "Mr. Green Genes" – 3:40
11. "Florentine Pogen" – 7:11
12. "Andy" – 5:51
13. "Inca Roads" – 8:19
14. "Sofa No. 1" – 2:49

### Disk 2
1. "Purple Haze" (Jimi Hendrix) – 2:27
2. "Sunshine of Your Love" (Pete Brown, Jack Bruce, Eric Clapton) – 2:30
3. "Let's Move to Cleveland" – 5:51
4. "When Irish Eyes Are Smiling" (Ernest Ball, George Graff, Chancellor Olcott) – 0:46
5. ""Godfather Part II" Theme" (Nino Rota) – 0:30
6. "A Few Moments with Brother A. West" (Brother A. West, Zappa) – 4:00
7. "The Torture Never Stops, Pt. 1" – 5:19
8. "Theme from "Bonanza"" (Ray Evans, Jay Livingston) – 0:28
9. "Lonesome Cowboy Burt" (Swaggart version) – 4:54
10. "The Torture Never Stops, Pt. 2" – 10:47
11. "More Trouble Every Day" (Swaggart version) – 5:28
12. "Penguin in Bondage" (Swaggart version) – 5:05
13. "The Eric Dolphy Memorial Barbecue" – 9:18
14. "Stairway to Heaven" (Jimmy Page, Robert Plant) – 9:19

## Sestava
- Frank Zappa – syntezátor, kytara, klávesy, zpěv
- Paul Carman – altsaxofon, baritonsaxofon, sopránsaxofon
- Bruce Fowler – pozoun
- Walt Fowler – syntezátor, trubka, křídlovka
- Mike Keneally – syntezátor, kytara, rytmická kytara, zpěv
- Ed Mann – perkuse, marimba, vibrafon, elektrocnické perkuse
- Bobby Martin – klávesy, saxofon, zpěv
- Kurt McGettrick – saxofon, baritonsaxofon, E flat klarinet
- Scott Thunes – syntezátor, baskytara, zpěv, minimoog
- Chad Wackerman – bicí, zpěv, elektrocnické perkuse
- Ike Willis – syntezátor, kytara, rytmická kytara, zpěv
- Albert Wing – tenorsaxofon
- Robert Suwe - rytmická kytara